# Lijst van schilderijen in het Centraal Museum/H
Lijst van schilderijen in het Centraal Museum met werken van schilders van wie de achternaam begint met de letter H. Vermeldingen in het grijs geven aan dat het werk geen deel meer uitmaakt van de collectie van het Centraal Museum, bijvoorbeeld omdat het in bruikleen gegeven is aan een andere instelling of omdat het teruggegeven is aan de bruikleengever.
| Inventarisnummer | Toeschrijving                               | Titel | Datering      | Afbeelding |
| ---------------- | ------------------------------------------- | --- | ------------- | ---------- |
| 2259             | Joris van der Haagen en Dirck Wijntrack     | Een vos op eendenjacht                                                                                          | 1652          |            |
| 25855            | Willem Jacob de Haan                        | Zonder titel | 1953          |            |
| 25854            | Willem Jacob de Haan                        | Liggend rund | 1954          |            |
| 25857            | Willem Jacob de Haan                        | Erotiek | 1957          |            |
| 25856            | Willem Jacob de Haan                        | Desert | 1961          |            |
| 2508             | Willem Albertus Haanebrink                  | De Stadhuisbrug met omgeving te Utrecht                                                                         | 1820-1825     |            |
| 2507             | Willem Albertus Haanebrink                  | De Mariaplaats te Utrecht                                                                                       | 1820-1830     |            |
| 13961            | Cecil van Haanen                            | Zelfportret | 1900          |            |
| 6364 a           | George Gillis Haanen                        | Markt bij maanlicht                                                                                             | 1850-1870     |            |
| 12711            | George Gillis Haanen                        | Stilleven met juwelenkistje                                                                                     | 1867          |            |
| 2506             | Remigius Adrianus Haanen                    | De Stadswal met de Plompetoren in Utrecht                                                                       | 1830          |            |
| 11140            | Naar Cornelis Cornelisz. van Haarlem        | De doop van Christus                                                                                            | Ca. 1590      |            |
| 26501            | Bettie van Haaster                          | Water en lucht                                                                                                  | 1985          |            |
| 26502            | Bettie van Haaster                          | Landschap | 1985          |            |
| 26503            | Bettie van Haaster                          | Planeet | 1986          |            |
| 26504            | Bettie van Haaster                          | Planeet | 1986          |            |
| 26505            | Bettie van Haaster                          | Puzzel | 1986          |            |
| 26506            | Bettie van Haaster                          | Landschap | 1987          |            |
| 26507            | Bettie van Haaster                          | Landschap | 1987          |            |
| 6083 a           | Jan van Haensbergen                         | Landschap met badende vrouwen                                                                                   | 1660-1670     |            |
| 2505             | Jan van Haensbergen                         | Portret van een jongen                                                                                          | 1677          |            |
| 17017            | Albert Hahn jr.                             | Het Vervoer | 1926          |            |
| 17018            | Albert Hahn jr.                             | Eens komt een klare schoone dag...                                                                              | 1926          |            |
| 8808             | Jan van Ham                                 | Het Geertekerkhof                                                                                               | 1941          |            |
| 24098            | Toon van Ham                                | Het kaboutermannetje fietst tussen de Rode en de Dode zee                                                       | 1969          |            |
| 9010 b           | Hendricus Joannes Petrus Hanau              | Portret van Catharina Leons Zie Portretten van Catharina Leons en Carel Hanau                                   | 1855          |            |
| 9010 a           | Hendricus Joannes Petrus Hanau              | Portret van Carel Hanau Zie Portretten van Catharina Leons en Carel Hanau                                       | 1853          |            |
| 7662             | Hendricus Joannes Petrus Hanau              | Portret van Anna Maria Haan Zie Portretten van Anna Maria Haan en Franciscus Josephus Brands                    | 1854          |            |
| 7661             | Hendricus Joannes Petrus Hanau              | Portret van Franciscus Josephus Brands Zie Portretten van Anna Maria Haan en Franciscus Josephus Brands         | 1854          |            |
| 2504             | Jan Hanau                                   | Kloostergang van de Mariakerk te Utrecht                                                                        | 1890          |            |
| 5027             | Jan Hanau                                   | Paddestoelen | Ca. 1920      |            |
| 31301            | Ab van Hanegem                              | Zipper nr. 1 | 2004          |            |
| 31601            | Ab van Hanegem                              | Codfish | 2007          |            |
| 31699            | Ab van Hanegem                              | Untitled, 2011                                                                                                  | 2012          |            |
| 2502             | Cornelis van Hardenbergh                    | De Tolsteegpoort met omgeving te Utrecht                                                                        | Ca. 1780      |            |
| 2503             | Cornelis van Hardenbergh                    | De Sint Servaastoren te Utrecht                                                                                 | Ca. 1830      |            |
| 28930            | Keith Haring                                | Zonder titel | 1983          |            |
| 22015            | Henri Harpignies                            | Paysage | Ca. 1880      |            |
| 22036            | Henri Harpignies                            | Kerkgang | Ca. 1880      |            |
| 11175            | Ferdinand Hart Nibbrig                      | Breistertje | 1894          |            |
| 7953             | Ferdinand Hart Nibbrig                      | Zoutelande | 1910-1911     |            |
| 2656 I           | Hendrik Hartemink                           | Plafondstuk Zie Plafondschildering van de Lodewijk XIV-kamer in het Centraal Museum                             | 1891          |            |
| 2656 J           | Hendrik Hartemink                           | Plafondstuk Zie Plafondschildering van de Lodewijk XIV-kamer in het Centraal Museum                             | 1891          |            |
| 31134            | Toegeschreven aan Frans Willem Hartsuijker  | De nauwe watersteeg                                                                                             | 1911-1991     |            |
| 10046            | Jacob Gerritsz van Hasselt (?)              | Het bruiloftsmaal van Grietje Hermans van Hasselt en Jochum Berntsen van Haecken                                | 1636          |            |
| 12175            | Ernst van Hattum                            | Vruchtenstilleven                                                                                               | 1954          |            |
| 2501             | Hendrik Manfried Haus                       | De Tolsteegpoort te Utrecht                                                                                     | 1835-1840     |            |
| 9378             | Reinier de la Haye                          | Dame die een papegaai druiven voert                                                                             | Ca. 1665-1675 |            |
| 7883             | Reinier de la Haye                          | Jozef en de vrouw van Potifar                                                                                   | Ca. 1680      |            |
| 12270            | Frans Jan van Heeckeren van Brandsenburg    | De Stadhuisbrug te Utrecht                                                                                      | 1820-1830     |            |
| 14546            | Jan van Heel                                | Stilleven | 1954          |            |
| 10231            | Jan Davidsz. de Heem                        | Pronkstilleven                                                                                                  | 1625-1683     |            |
| 10073            | Jan Davidsz. de Heem                        | Vruchtfestoen                                                                                                   | 1646-1648     |            |
| 7250             | Jacoba van Heemskerck                       | Landschaft no. 8                                                                                                | 1913          |            |
| 28732            | Jacoba van Heemskerck                       | Bild nr. 71 | 1917          |            |
| 25741            | Cecile van der Heiden                       | Zonder titel | 1986          |            |
| 16406            | Leon van der Heijden                        | Reconstructie (overgangssituatie)                                                                               | 1968-1969     |            |
| 26935            | Mat van der Heijden                         | Zonder titel (creatie voor zesenveertig konijnen)                                                               | 1989          |            |
| 27178            | Mat van der Heijden                         | Zonder titel | 1990          |            |
| 27456            | Mat van der Heijden                         | De groetjes | 1992          |            |
| 13738            | Eduard Hendrik Heijmans                     | De wonderbare visvangst                                                                                         | 1961          |            |
| 13739            | Eduard Hendrik Heijmans                     | Diepzeegeheim                                                                                                   | 1961          |            |
| 20516            | Johan van Hell                              | Lezers om boekenstalletje                                                                                       | 1937          |            |
| 2500             | Bartholomeus van der Helst                  | De heilige Familie met Johannes de Doper                                                                        | 1660          |            |
| 8889             | Naar Bartholomeus van der Helst             | Portret van Joan Huydekoper                                                                                     | 1660-1670     |            |
| 2499             | Lodewijk van der Helst                      | Portret van een vrouw                                                                                           | Ca. 1670      |            |
| 10195            | Barend Leonardus Hendriks                   | Portret van een vrouw                                                                                           | 1868          |            |
| 26598            | Marten Hendriks                             | Tombe | 1988          |            |
| 8154             | Johann Diedrich Hendriks Delzenne           | Muurhuizen te Amersfoort                                                                                        | Ca. 1935      |            |
| 12513 a          | Willem Hengst                               | Portret van Catharina van Meurs                                                                                 | Ca. 1745      |            |
| 21952            | Auguste Herbin                              | Le Château Gaillard                                                                                             | 1906          |            |
| 22072            | Auguste Herbin                              | Entrée du jardin                                                                                                | 1908          |            |
| 22079            | Auguste Herbin                              | Hibiscus | 1908          |            |
| 21943            | Auguste Herbin                              | Paysage | 1913          |            |
| 22061            | Adolphe Hervier                             | Marine | 1852          |            |
| 22002            | Adolphe Hervier                             | Markt in Normandisch dorpje                                                                                     | Ca. 1854      |            |
| 22024            | Adolphe Hervier                             | Sous-Bois | Ca. 1860      |            |
| 21850            | Adolphe Hervier                             | Vieilles maisons                                                                                                | 1862          |            |
| 11357            | Jan van Herwijnen                           | Zuidfrans kustlandschap                                                                                         | 1923          |            |
| 22028            | Tjitske Geertruida Maria van Hettinga Tromp | Rozenappeltjes in een witte vaas                                                                                | 1917          |            |
| 22044            | Tjitske Geertruida Maria van Hettinga Tromp | Bloemen in een tinnen beker                                                                                     | 1926          |            |
| 22098            | Tjitske Geertruida Maria van Hettinga Tromp | Bloesemtakken                                                                                                   | 1927          |            |
| 22099            | Tjitske Geertruida Maria van Hettinga Tromp | Trosroosjes in witte vaas                                                                                       | 1928          |            |
| 22141            | Tjitske Geertruida Maria van Hettinga Tromp | Boerderijtje te Kortenhoef bij Loosdrecht                                                                       | 1931          |            |
| 22100            | Tjitske Geertruida Maria van Hettinga Tromp | Stilleven met wit beeldje, vaasje en kannetje                                                                   | 1942          |            |
| 22143            | Tjitske Geertruida Maria van Hettinga Tromp | Stilleven met baardmankruik, gotisch kannetje en Spaans pijpje                                                  | 1942          |            |
| 22140            | Tjitske Geertruida Maria van Hettinga Tromp | Stilleven met wit Delfts aardewerk                                                                              | 1948          |            |
| 22045            | Tjitske Geertruida Maria van Hettinga Tromp | Witte Delftse apothekerspot met strobloemen                                                                     | 1949          |            |
| 22016            | Tjitske Geertruida Maria van Hettinga Tromp | Bloesem in flesje                                                                                               | 1950          |            |
| 22101            | Tjitske Geertruida Maria van Hettinga Tromp | Mendesbeker met rode besjes                                                                                     | 1950          |            |
| 22102            | Tjitske Geertruida Maria van Hettinga Tromp | Buurtje in Zaltbommel                                                                                           | 1950          |            |
| 22046            | Tjitske Geertruida Maria van Hettinga Tromp | Mandje met immortellen                                                                                          | 1952          |            |
| 10580            | Jacob de Heusch                             | Landschap met waterval                                                                                          | 1693          |            |
| 10056            | Willem de Heusch                            | Italiaans rivierlandschap met stenen brug                                                                       | Ca. 1650      |            |
| 27856            | Toegeschreven aan Willem de Heusch          | Italianiserend landschap                                                                                        | 1650-1690     |            |
| 8035             | Willem van den Heuvel                       | Portret van Frits Coers                                                                                         | Ca. 1905      |            |
| 2401             | Willem van den Heuvel Naar Thomas de Keyser | Portret van Carolus Niëllius Zie Portretten van Carolus Niëllius en Aertgen Huybertsdr. Stick                   | 1918          |            |
| 2400             | Willem van den Heuvel Naar Thomas de Keyser | Portret van Aertgen Huybertsdr. Stick (Steck?) Zie Portretten van Carolus Niëllius en Aertgen Huybertsdr. Stick | 1918          |            |
| 22666            | Anton Heyboer                               | Reliëf | 1950          |            |
| 17296            | Frans van Hienen                            | Het laten zien                                                                                                  | 1971          |            |
| 2498             | Paulus van Hillegaert                       | De afdanking van de Waardgelders door prins Maurits op de Neude te Utrecht in 1618                              | 1620-1630     |            |
| 2497             | Jacobus Johannes Josephus Hilverdink        | Interieur van de Sint Jacobskerk te Utrecht                                                                     | 1878          |            |
| 2496             | Charles Howard Hodges                       | Portret van Abraham van Eeghen                                                                                  | 1815-1818     |            |
| 2495             | Charles Howard Hodges                       | Portret van Johannes Vollenhoven                                                                                | 1815-1820     |            |
| 16386            | Gerard Hoet                                 | Hagar in de woestijn                                                                                            | Ca. 1680      |            |
| 2494             | Gerard Hoet                                 | De grootmoedigheid van Scipio                                                                                   | Ca. 1700      |            |
| 17179            | Hendrik Hollander                           | Portret van Coradin Cunaeus                                                                                     | 1849          |            |
| 28830            | Pieter Holstein                             | Boodschap voor Ad Dekkers                                                                                       | 1969          |            |
| 5464 a           | Gijsbert de Hondecoeter                     | Berglandschap                                                                                                   | 1646          |            |
| 5347             | Gillis Claesz. de Hondecoeter               | Orpheus en de dieren                                                                                            | 1624          |            |
|                  | Gillis Claesz. de Hondecoeter               | Koeien en schapen in landschap                                                                                  | 1625          |            |
| 5294             | Gillis Claesz. de Hondecoeter               | Landschap met koeien                                                                                            | Ca. 1630      |            |
| 11234            | Melchior d'Hondecoeter                      | Pluimvee | Ca. 1670-1680 |            |
| 5057             | Navolger van Melchior d'Hondecoeter         | Stilleven met dode vogels                                                                                       | 1675-1700     |            |
| 2493             | Adriaen Honich                              | De Stadhuisbrug te Utrecht                                                                                      | 1663          |            |
| 8670             | Gerard van Honthorst                        | Harpspelende koning David                                                                                       | 1622          |            |
| 5571             | Gerard van Honthorst                        | Granida en Daifilo                                                                                              | 1625          |            |
| 10786            | Gerard van Honthorst                        | De koppelaarster                                                                                                | 1625          |            |
| 6499             | Gerard van Honthorst                        | Herderin met duiven                                                                                             | Ca. 1625      |            |
| 21659            | Gerard van Honthorst                        | Portret van Amalia van Solms                                                                                    | 1632          |            |
| 9993 a           | Gerard van Honthorst                        | Portret van een man                                                                                             | 1634          |            |
| 9993 b           | Gerard van Honthorst                        | Portret van een vrouw                                                                                           | 1634          |            |
| 2492             | Gerard van Honthorst                        | Portret van prinses Louise Hollandine van de Palts als Diana                                                    | 1643          |            |
| 20088            | Gerard van Honthorst                        | Portret van Margareta Maria de Roodere en haar ouders Gerard de Roodere en Maria van Putten                     | 1652          |            |
| 11241 b          | Naar Gerard van Honthorst                   | De Heilige Hiëronymus                                                                                           | 1625-1630     |            |
| 31722            | Atelier van Gerard van Honthorst            | Heilige Sebastiaan                                                                                              | Ca. 1623      |            |
| 4498             | Atelier van Gerard van Honthorst            | De dood van Seneca                                                                                              | 1623-1627     |            |
| 2491             | Charles Cornelisz. de Hooch                 | De duiventil | Ca. 1625      |            |
| 11032            | Charles Cornelisz. de Hooch                 | Italiaans landschap met bouwval en eendenjagers                                                                 | 1630-1635     |            |
| 2490             | Horatius de Hooch                           | Landschap met ruïne                                                                                             | Ca. 1670      |            |
| 7965             | Cornelis Gerardus 't Hooft                  | Het huis Oudaen aan de Oudegracht te Utrecht                                                                    | Ca. 1905      |            |
| 13813            | Jan Josef Horemans (II)                     | Portret van Fredericus Antonius Snoeckx, zijn petekind Jacobus Fredericus Snoeckx en zijn dochter?              | 1772          |            |
| 20289            | Hans Horions                                | De eerste ontmoeting van Theagenes en Chariclea                                                                 | 1650-1655     |            |
| 7516             | Bartholomeus Johannes van Hove              | De kloostergang van de Dom te Utrecht                                                                           | 1868          |            |
| 28615            | Thomas Huber                                | Ofen | 1990          |            |
| 27263            | Thomas Huber                                | Gold | 1991          |            |
| 27264            | Thomas Huber                                | In der Nacht | 1991          |            |
| 27265            | Thomas Huber                                | Zirkus | 1991          |            |
| 28238            | Thomas Huber                                | Jacobs Droom I                                                                                                  | 1997          |            |
| 28586            | Thomas Huber                                | Het theater op het Nicolaaskerkhof                                                                              | 1997          |            |
| 31871            | Thomas Huber                                | Bildaushub I | 2013          |            |
| 18328            | Jan van Huchtenburg                         | Landschap bij Florence                                                                                          | Ca. 1675      |            |
| 2489             | Jan van Huchtenburg                         | Ruitergevecht                                                                                                   | 1680          |            |
| 2488             | Toegescgreven aan Anselmus van Hulle        | Portret van Godard van Reede van Nederhorst                                                                     | 1647-1648     |            |
| 11078            | Albertus Gerhard Hulshoff Pol               | Suikerraffinaderij te Amsterdam                                                                                 | 1951          |            |
| 24578            | Willem Hussem                               | Compositie | 1957          |            |
| 23469            | Willem Hussem                               | PA 9-12 | 1963          |            |
| 23468            | Willem Hussem                               | PA 6-29 | 1964          |            |
| 28124            | Vilmos Huszár                               | Hooimijten bij Almen                                                                                            | 1906-1907     |            |
| 19875            | Vilmos Huszár                               | Studie | 1921          |            |
| 27422            | Vilmos Huszár                               | Vioolspelers | Ca. 1927      |            |
| 18279            | Vilmos Huszár                               | Liggende figuur                                                                                                 | 1928          |            |
| 25879            | Vilmos Huszár                               | Compositie | 1950-1956     |            |
| 10494            | Raoul Hynckes                               | Raoul Hynckes                                                                                                   | Ca. 1911-1914 |            |
| 9381             | Raoul Hynckes                               | De sleutels van de anachoreet                                                                                   | 1942-1943     |            |